# 満性寺
満性寺（まんしょうじ）は、愛知県岡崎市菅生町にある真宗高田派の寺院。山号は田生山。本尊は阿弥陀如来。

## 概要
武蔵国に親鸞の弟子で荒木源海という僧がいた。その源海の弟子了専と了専の弟親重が1289年（正応2年）、河内国より三河国に赴き、当地に寺を建て田生山（でんしょうざん）満性寺と号したのが始まりと言われている。
足利尊氏が上京の際参詣し、武運長久の祈願をした。暦応5年（1342年）、伽藍が建立された。その後、足利義詮が尊氏の菩提を弔うため、田畠7段を寄進した。
15世紀中葉における本願寺蓮如による三河教団の分裂、本願寺派へのくり込みの際には高田派に帰属した。16世紀の高田派の応真と真智による相続争いに際しては、妙源寺とともに真智方の中心寺院として活動したため、次第に権威は後退した。
明応5年（1496年）、松平親忠が参詣し、翌年太子堂が建立された。
満性寺は松平氏や在地の領主層の帰依を受け、小規模とはいえ不入の寺内を認められることとなる。そうした経緯から三河一向一揆（1563年～1564年）の際は徳川家康に味方した。慶長7年（1602年）、黒印地50石を受ける。寛永13年（1636年）11月9日、徳川家光から朱印地50石を拝領する。
境内には後述する種々の文化財のほか俳人鶴田卓池の句碑と墓がある。毎年8月7日～8日に虫干しを兼ねた展観が行われている。春のしだれ桜が見所。

## 文化財
以下の物件が文化財に指定されている。すべて本寺に所蔵されている。

### 重要文化財
| 指定名称     | 種別 | 指定年月日               |
| ------------ | ---- | ------------------------ |
| 色紙阿弥陀経 | 書跡 | 2004年（平成16年）6月8日 |

### 県指定文化財
| 指定名称                 | 種別 | 指定年月日                |
| ------------------------ | ---- | ------------------------- |
| 絹本著色善光寺如来絵伝   | 絵画 | 1957年（昭和32年）1月12日 |
| 絹本著色法然上人絵伝     | 絵画 | 1957年（昭和32年）1月12日 |
| 絹本著色太子講讃孝養の図 | 絵画 | 1957年（昭和32年）9月6日  |
| 木造南無仏太子像         | 彫刻 | 1958年（昭和33年）3月29日 |

### 市指定文化財
| 指定名称               | 種別 | 指定年月日                |
| ---------------------- | ---- | ------------------------- |
| 絹本著色三国高僧光明品 | 絵画 | 1960年（昭和35年）3月10日 |
| 木造出山釈迦立像       | 彫刻 | 1987年（昭和62年）7月15日 |
| 観無量寿経四帖之疏     | 書跡 | 1960年（昭和35年）3月10日 |
| 墨紙金泥梵字六字名号   | 書跡 | 1960年（昭和35年）3月10日 |

## ギャラリー
- 全景
- 太子堂
- 本堂
- 木造出山釈迦立像
- 木造出山釈迦立像
- 木造南無仏太子像、絹本著色太子講讃孝養の図

## 交通手段
- 名鉄名古屋本線「東岡崎駅」下車、北東へ徒歩で約10分。